# Serrat de la Rovira (Sant Quirze de Besora)
El Serrat de la Rovira és una muntanya de 639 metres que del municipi de Sant Quirze de Besora, a la comarca d'Osona.